# フィズリ県
フィズリ県(フィズリけん、Füzuli)はアゼルバイジャン南西部の高地カラバフ経済地区の県。オスマン帝国の詩人、フズーリー(1483年 - 1556年)に因む。
東半分はアゼルバイジャンが統治しており、県都はフィズリである。西半分は1994年のナゴルノ・カラバフ戦争以降、ナゴルノ・カラバフ共和国のハドルト地区に含まれていたが、2020年ナゴルノ・カラバフ紛争ではアゼルバイジャンが優位に戦いを進め、同年11月10日より発効した停戦協定により、正式にアゼルバイジャンへ返還された。ハドルト地区の中心都市はホラディズである。
2011年の人口は11万8900人。

## 地理
北から時計回りに
- アグジャバディ県
- ベイラガン県（英語版）
- イラン
- ジャブライル県（英語版）
- ホジャヴェンド県（英語版）

に接する。